# Matougues
Matougues település Franciaországban, Marne megyében. Lakosainak száma 628 fő (2022. január 1.). Matougues Aulnay-sur-Marne, Champigneul-Champagne, Juvigny, Recy, Saint-Gibrien, Saint-Pierre és Villers-le-Château községekkel határos.

## Népesség
A település népességének változása:
| Lakosok száma | 369  | 641  | 675  | 645  | 656  | 622  | 591  | 612  | 623  | 628  |
|               | 1968 | 1982 | 1990 | 2006 | 2013 | 2015 | 2017 | 2019 | 2020 | 2022 |